# 沈永椿
沈永椿（1914年9月—2000年12月6日），男，浙江绍兴人，中华人民共和国政治人物，曾任广东省政协副主席，第六、七、八届全国人大代表。
1953年当选为广州市北区第一届人民代表大会代表，1958年后任广州市政协委员，1962年后任政协广东省第三届委员会委员，1983年后当选为全国人大第六、七、八届代表。1988年后当选为广东省政协第六、七届委员会副主席。1953年加入中国民主建国会，历任支部主任、省委常委。1997年起任广东省工商联第八届名誉副会长。2000年12月6日12时50分在广州逝世，享年86岁。